# Zdzisław Zioło
Zdzisław Marian Zioło (ur. 13 lipca 1896 w Dąbrowie Tarnowskiej, zm. wiosną 1940 w Charkowie) – kapitan piechoty Wojska Polskiego, działacz niepodległościowy, ofiara zbrodni katyńskiej.

## Życiorys
Urodził się w rodzinie Tomasza i Anny z Żarskich. W czasie I wojny światowej służył w Legionach Polskich. 1 listopada 1914, jako żołnierz 9. kompanii 2 pułku piechoty przebywał w szpitalu w Dombó.
W 1919 roku wstąpił do Wojska Polskiego i walczył w wojnie polsko-bolszewickiej w szeregach 16 pułku piechoty.
Po zakończeniu działań wojennych pozostał w wojsku i został zweryfikowany do stopnia porucznika ze starszeństwem z dniem 1 listopada 1920 roku. W 1921 roku został przeniesiony do 70 pułku piechoty. Na stopień kapitana został mianowany ze starszeństwem z 1 stycznia 1936 i 51. lokatą w korpusie oficerów piechoty. W marcu 1939 roku nadal pełnił służbę w 70 pp na stanowisku oficera mobilizacyjnego.
W czasie mobilizacji w 1939 roku został przydzielony do Ośrodka Zapasowego 17 Dywizji Piechoty.
Podczas kampanii wrześniowej 1939 roku – po agresji ZSRR na Polskę – w nieznanych okolicznościach dostał się do niewoli sowieckiej. Przebywał w obozie w Starobielsku. Wiosną 1940 roku został zamordowany przez funkcjonariuszy NKWD w Charkowie i pogrzebany potajemnie w bezimiennej mogile zbiorowej w Piatichatkach, gdzie od 17 czerwca 2000 roku mieści się oficjalnie Cmentarz Ofiar Totalitaryzmu w Charkowie. Figuruje na Liście Starobielskiej NKWD, pod poz. 1148.
5 października 2007 roku minister obrony narodowej Aleksander Szczygło mianował go pośmiertnie na stopień majora. Awans został ogłoszony 9 listopada 2007 roku w Warszawie, w trakcie uroczystości „Katyń Pamiętamy – Uczcijmy Pamięć Bohaterów”.

## Ordery i odznaczenia
- Krzyż Niepodległości – 9 listopada 1931 „za pracę w dziele odzyskania niepodległości”[13][14]
- Srebrny Krzyż Zasługi[15]
- Medal Pamiątkowy za Wojnę 1918–1921[1]
- Medal Dziesięciolecia Odzyskanej Niepodległości[1]